# Grand Hôtel Bellevue
 (avril 2022).
Si vous disposez d'ouvrages ou d'articles de référence ou si vous connaissez des sites web de qualité traitant du thème abordé ici, merci de compléter l'article en donnant les références utiles à sa vérifiabilité et en les liant à la section « Notes et références ».
Le Grand Hôtel Bellevue, appelé familièrement la « Rotonde », est un édifice construit à Westende en Belgique de 1909 à 1911 par l'architecte Octave van Rysselberghe, frère aîné du peintre néo-impressionniste Théo van Rysselberghe. 

## Localisation
Le Grand Hôtel Bellevue est situé au numéro 300 de la « Digue de mer » à l'extrémité nord-est de Westende-Plage.
Il est le premier bâtiment que les promeneurs aperçoivent lorsqu'ils viennent de Middelkerke par la plage : il constitue en quelque sorte la figure de proue de Westende-Plage.

## Historique
Le Grand Hôtel Bellevue était un hôtel de luxe où séjournèrent des membres de la famille royale belge.
L'hôtel subit de nombreux dommages durant les deux guerres mondiales. Après la Seconde Guerre mondiale, seul le rez-de-chaussée servit encore d'hôtel (sous le nom d'Hôtel Rotonde), le reste de l'immeuble étant transformé en appartements. 
Le bâtiment a été classé comme monument protégé par arrêté royal le 27 avril 1983 et a été rénové en 1997 et 1998.
La partie du bâtiment occupée par l'Hôtel Rotonde a servi de décor en 2009 au programme TV "Het Hotel Westende" de la chaîne de télévision flamande VT4 : il a subi à cette occasion des dégâts tant à l'extérieur qu'à l'intérieur. Ces dégâts sont encore visibles en 2010, dans l'attente des travaux de réparation incombant à VT4.

## Architecture
Le Grand Hôtel Bellevue est constituée de trois parties : une partie hémi-circulaire de quatre étages (la « rotonde » proprement dite) et deux ailes linéaires. L'aile située le long de la Digue de mer possède quatre étages comme la « rotonde » alors que l'aile arrière, située au sud-est le long de la Zonnelaan (avenue du Soleil), ne comporte qu'un seul étage.
Les étages présentent des balcons à parapet de pierre. Les balcons du premier étage sont surmontés d'arcs surbaissés, ceux du deuxième étage sont surmontés d'arcs en plein cintre tandis que ceux du troisième étage sont surmontés d'un linteau plat au niveau de la partie hémi-circulaire du bâtiment (la « rotonde ») et d'un arc surbaissé au niveau de la façade située face à la mer.

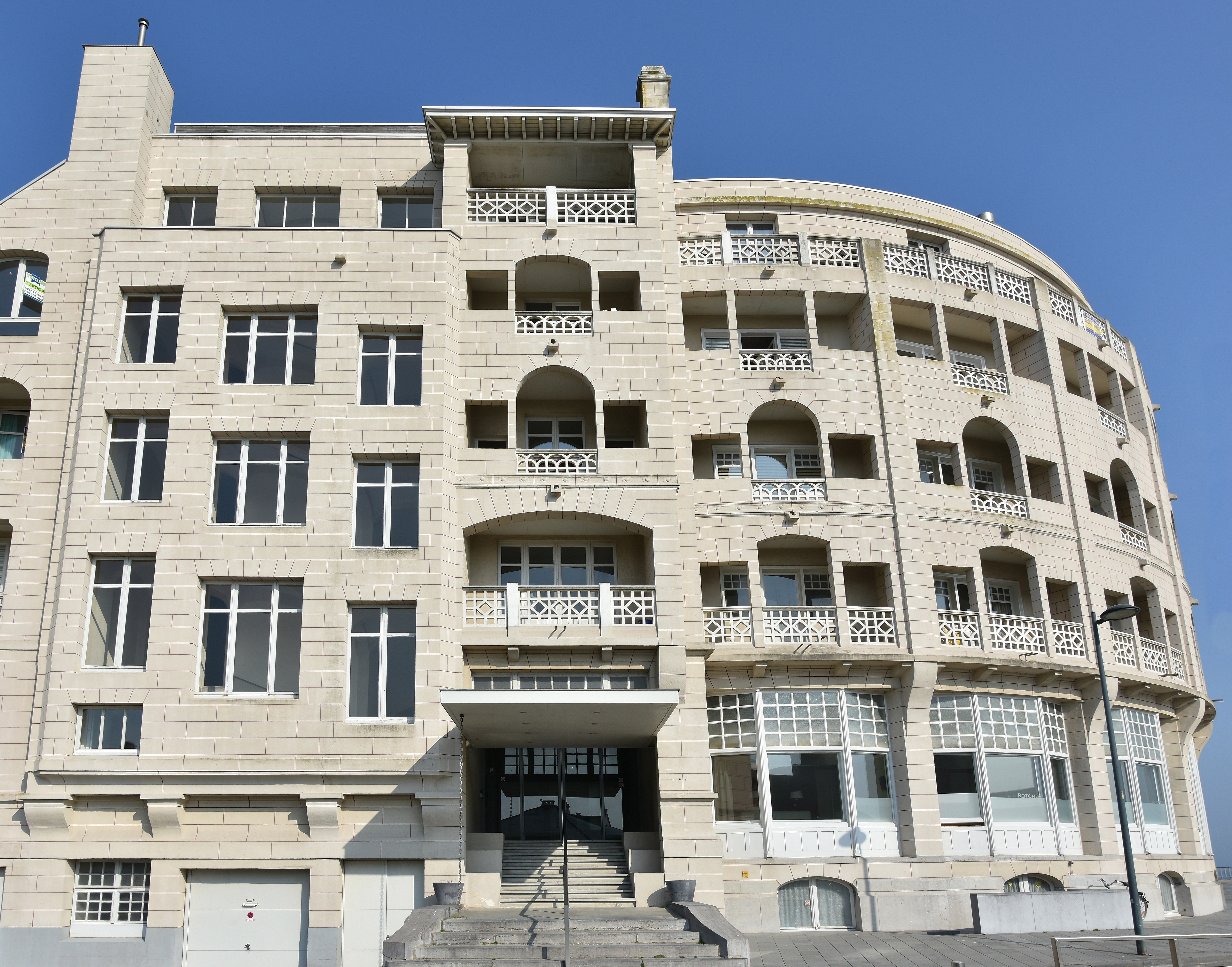
Façade sud-est de l'hôtel.